# 高野山道路
高野山道路（こうやさんどうろ）は、和歌山県伊都郡九度山町を起点、同郡高野町を終点とする延長17km全線2車線の山岳道路。
高野山へ登る有料道路だったが、現在は無料開放され、国道370号と国道480号となっている。熊野古道と共に紀伊山地の霊場と参詣道として世界遺産に登録された高野山町石道と所々で交わっている。
尚、このページは日本道路公団の旧有料道路区間であった「高野山道路」の説明であるが、現在は、世界遺産に登録され、平成27年の開創1200年記念大法会を控えた高野山内の交通渋滞緩和を目的とした国道371号バイパス道路（大門 - 高野龍神スカイライン間）の建設事業を指す用語として使われることの方が多い。

## 概要
816年（弘仁8年）に弘法大師（空海）によって開山された霊峰高野山へ通じる主要道路で、山麓の伊都郡九度山町下古沢から山腹を縫うように山頂の高野山まで標高差約800mを登る。高野山道路は有料道路時代からの通称で、現在は国道370号および国道480号に指定されている。四季折々に変化する特徴ある景観を呈する観光道路としても知られ、春は道路建設当時に植樹された沿道のサクラが山麓から山頂へと約1カ月かけて咲き、緑が生い茂る夏は避暑を求めて訪れる人々も多い。秋は紅葉が山頂から徐々に山麓へと下り、冬には降雪や樹氷が見られる。
当道路には、国指定史跡である高野山町石道と交差・重複しており、この表参道沿いに1町（約109m）ごとに建てられた王輪塔形の石標を随所で見ることができる。また、高野山を起点に高野龍神国定公園を縦走する山岳道路である高野龍神スカイラインに通じている。
1000年以上の歴史と文化をもつ霊場高野山へ通じ、周辺地域へ結ぶ観光社会産業道路としての価値が評価され、1987年（昭和62年）8月10日の道の日に、旧建設省と「道の日」実行委員会により制定された、「日本の道100選」のひとつに選ばれている。

### 路線データ
- 起点：和歌山県伊都郡九度山町下古沢
- 終点：和歌山県伊都郡高野町大門
- 全長：17.002km[要出典]
- 規格：
- 道路幅員：4.0m〜5.0m
- 車線数：2車線（但し一部1.5車線等幅員の狭い区間有り）
- 車線幅員：
- 設計速度：

## 歴史
霊場高野山への主要道路として九度山町下古沢から高野町高野山までの17kmが日本道路公団によって建設されたもので、一般有料道路「高野山道路」として1960年（昭和35年）に全線供用された。1987年（昭和62年）4月1日に無料開放されるまでの26年間は、高野山への観光道路として、また高野山周辺の山間集落を結ぶ生活道路として、その交通機能を発揮した。和歌山県道として無料開放された後は、さらに利用度が高まり高野山への観光と社会産業活動を支える道路として発展し、1993年（平成5年）に一般国道に昇格して現在に至る。

### 年表
- 1954年（昭和29年）3月16日：和歌山県が着工
- 1956年（昭和31年）7月1日：日本道路公団に事業引継ぎ
- 1959年（昭和34年）6月17日：一部供用開始
- 1960年（昭和35年）
  - 7月20日：全線開通式を挙行（当日のみ無料通行）[4]
  - 7月21日：有料道路として全線供用開始[4]
- 1965年（昭和40年）：舗装完成
- 1987年（昭和62年）4月1日：無料開放、和歌山県道となる
- 1993年（平成5年）4月1日：高野町花坂の矢立交差点を境に、九度山町側が国道370号、高野町側が国道480号に昇格

## 沿道
- 高野山
- 南海電気鉄道高野線